# 極光夜間戰鬥機
P1Y2-S極光夜間戰鬥機是日本帝國海軍委託川西重工開發，由P1Y銀河轟炸機改造而成的夜間戰鬥機。

## 設計特點

加裝雷達的極光，突出來的是H-6型雷達天線

改造的重點是以三菱重工生產的火星25型發動機取代原先的中島譽12型發動機，另外在機身後方加上兩門九九式機炮作為斜射機炮，取消原本的炸彈艙和把尾輪由固定式改為可收放式，有些極光還在機首裝上H-6型雷達，少數則裝上性能更好的「玉-3」型機載雷達以加強索敵能力。
1944年5月首架極光試飛成功，當中發現極光和其前身銀河相比在速度，爬昇率和航程都有所下降，但作為一架夜間戰鬥機，性能仍在可容許的範圍，故於同年投產使用。

## 基本資料
- 機長:15米
- 翼展:20米
- 機高:4.3米
- 機翼面積:55平方米
- 空重:7,138公斤
- 正常起飛重:10,500公斤
- 最大起飛重:13,500公斤
- 巡航速度:370公里/小時(在2000米高空)
- 最快速度:540公里/小時(在5400米高空)
- 航程:1815公里
- 昇限:9560米
- 發動機:2具三菱重工製火星25型風冷式發動機(1850匹馬力)
- 武裝:機身九九式斜射機炮x2+機首九九式機炮x1
- 乘員:兩名(駕駛和機槍手)

## 實戰
雖然極光战斗机比月光夜間戰鬥機速度更快一點，但在實戰當中以極光的飛行性能要截擊B-29轟炸機仍很困難，故只有取得少量戰果，極光的生產在1945年4月便結束了，之後很多極光战斗机都被改為轟炸機。